# イスハーク・イブン・フナイン

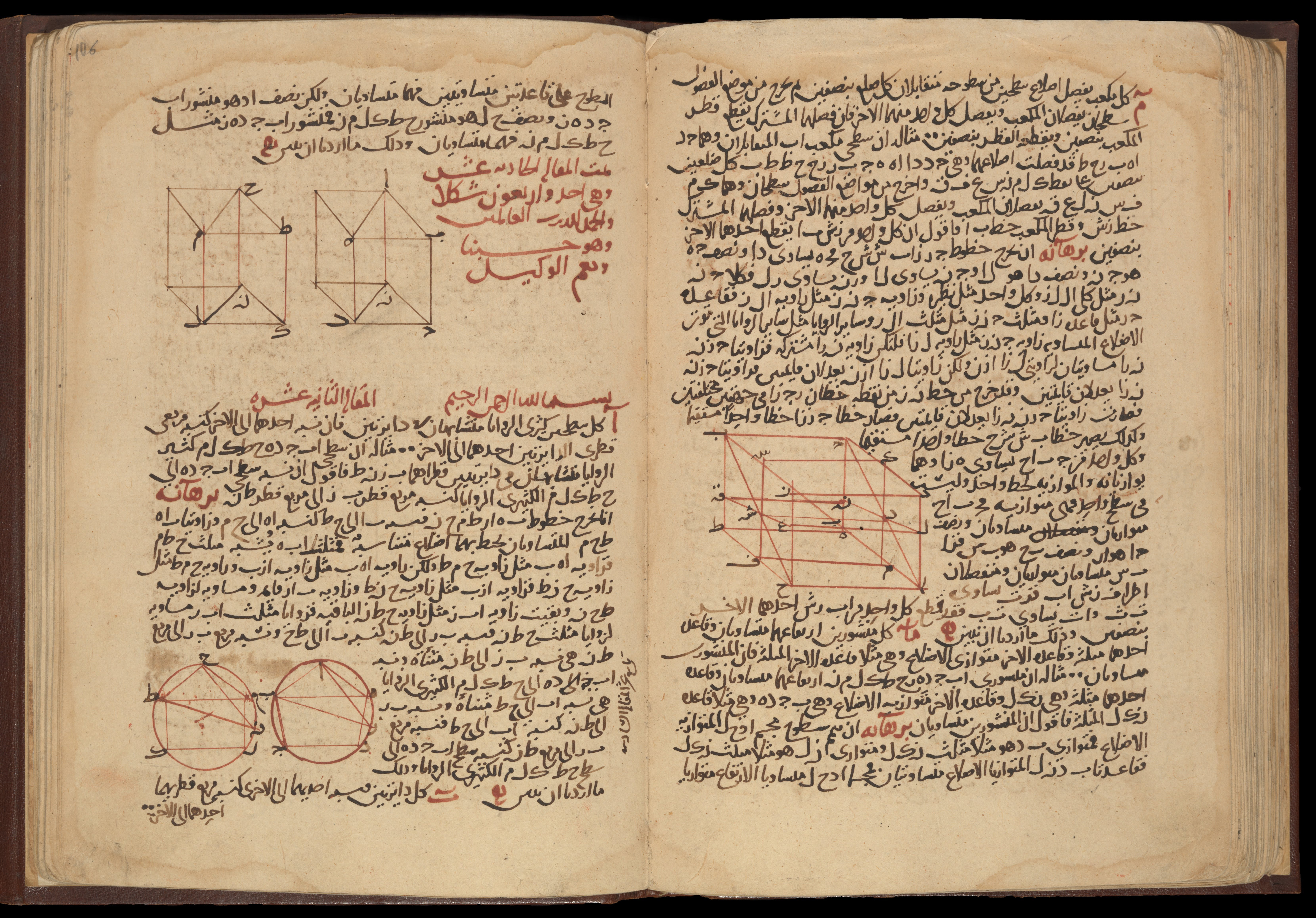
イスハーク・イブン・フナインによる『幾何学原論』のアラビア語翻訳。1270年に制作された写本。チェスター・ビーティ図書館所蔵。

イスハーク・イブン・フナイン（Isḥāq b. Ḥunayn, ? - 910年頃歿）は、9-10世紀のバグダードで活動したキリスト教徒の医師。エウクレイデスの『幾何学原論』やガレノスの著作のアラビア語翻訳で知られる。同様に医師であり、高名な翻訳者であったフナイン・イブン・イスハークの息子である。

## 情報源
イスハーク・イブン・フナインの生涯に関する情報の古典期の情報源としては、ナディームの『目録の書』やキフティーの『学者列伝』がある。また、ザヒールッディーン・バイハキーの Tatimmat Ṣiwān al-Ḥikma, イブン・ジュルジュルの Ṭabaqāt al-Aṭibbā' wa’l-Ḥukamā', イブン・ハッリカーンの Wafayāt al-A'yān もある。サーイド・アンダルスィー、イブン・アビー・ウサイビア、バルヘブラエウスの著作にも情報がある。

## 生涯
より詳細な名前は、Abū Yaʿqūb Isḥāq b, Ḥunayn b. Isḥāq al‐ʿIbādī と伝わる。ニスバの「イバーディー」は「イバード」から来ている。「イバード」とはこの場合、イラク中部の都市ヒーラに住むキリスト教徒のアラブのことである。イスハークはネストリウス派キリスト教徒のアラブの一部族を出自とすると考えられている
イスハーク・イブン・フナインの属する父方の家系は医業をなりわいとし、高名な翻訳者を幾人も輩出した。イスハーク自身はもとより、その父で、イスハークと同様に医師であったフナイン・イブン・イスハークは、同時代で最も重要な翻訳者でもある。兄弟のダーウード・イブン・フナインは医師である。父方いとこのフバイシュ・イブン・ハサンとイーサー・イブン・ヤフヤーはイスハークと共に父フナインの訳業を手伝った。イスハークの何人かいる息子のうちの二人、ダーウード・イブン・イスハークは翻訳家になり、フナイン・イブン・イスハーク・イブン・フナインは医師になった。
フナイン・イブン・イスハークはギリシア語からアラビア語への翻訳のやり方や翻訳の質の全体的な底上げに貢献し、その知見を息子に伝えた。フナインは自分が翻訳あるいは校訂したガレノスの著作129冊について説明した書簡の中で、自分はこれらを、特に息子が使うために翻訳したと書いている。つまり、おそらくはイスハークが医師になるための教育の一環として、勉強させるためにガレノスを翻訳したということのようである。イスハークは父の指導の下でギリシア科学を学修し、翻訳を練習した。イスハークの（また、父も）第一言語はシリア語である。イスハークはアラビア語とシリア語の両方に通じていたが、シリア語で書くことを好んだ。当時の知識層と同様にアラビア語での詩作に没頭し、ナディームやキフティーによると彼のアラビア語は父よりも優れているとのことである。
イスハークは父と共にバグダードへ出て、バヌー・ムーサー三兄弟と呼ばれる彼ら自身も学者である豪族にやとわれた。給料は月500ディーナールという、当時としてはかなりの高給であった。父は医師あるいは学者として高名になると、アッバース朝カリフ・ムタワッキルの宮廷に侍医として招かれた。その後、イスハークも宮廷に侍医として招かれる。カリフ・ムウタミド（在位842-892年）とカリフ・ムウタディド（在位892-902年）、2代にわたるカリフがイスハークを重用し、ムウタディド宮廷の宰相であったカースィム・イブン・ウバイドゥッラーもイスハークを重用した。
イスハークはまた、シーア派神学者のハサン・イブン・ナウバフティーとつながりのある学者サークルとも交流している。バイハキーは、この学者サークルとの交流の中でこそ、イスハークがイスラームに改宗したのだと主張している。

## 著作
翻訳を除くと、イスハーク・イブン・フナインじしんが書いた独自の著作は少ない。『簡単な医術について』『医術梗概』という著作があったが散逸した。Taʾrīf al‐Aṭibbāʾ（医学の歴史）という著作が有名である。著者はこの著作が6世紀アレクサンドリアのピロポノスが著した同じ題名の著作を参照して書いたと記している。Taʾrīf al‐Aṭibbāʾ は、ピロポノスが列挙した医学者ごとに同時代の哲学者の評伝を一人ずつ追加し、さらに歴史的事件に関する簡単な記述を付加したものである。

## 翻訳
翻訳は、ギリシア語から翻訳したものと、シリア語から翻訳したものとがある。カリフ・マアムーンが奨励したころよりは勢いが衰えたものの、バグダードにおける学術書のアラビア語への翻訳運動は続いており、イスハークもこれに協力した。父フナインがアラビア語あるいはシリア語へ翻訳したガレノスの著作には、イスハークの名が共同翻訳者として名前が載せられている。フナインのガレノス翻訳に付されている要約はイスハークが書いている。なお、イスハークの翻訳には共同翻訳者としていとこのフバイシュとイーサーの名前がよく挙がっている。数学分野に関するイスハークの翻訳には、のちにサービト・イブン・クッラが丁寧な改訂を施している。
哲学分野のアラビア語翻訳では、ガレノスの断章を2編、プラトンの『ティマイオス』の一部と『ソピステス』、アリストテレスの『範疇論』『命題論』『自然学』『生成消滅論』『霊魂論』『ニコマコス倫理学』と『形而上学』の一部、などがある。シリア語への翻訳では、アリストテレスの『分析論前書』『分析論後書』、アフロディシアスのアレクサンドロスの『霊魂論』がある。
イスハークは医師であったが数学と天文学への理解も深く、エウクレイデスの『幾何学原論』やプトレマイオスの『アルマゲスト』で展開される複雑な議論を的確に把握し、翻訳した。『幾何学原論』と『アルマゲスト』のほかにも、彼によりアラビア語翻訳されたギリシア語の数学書・天文学書は多い。エウクレイデスの『デドメナ』『オプティカ』、アルキメデスの『球と円筒について』、アレクサンドリアのメネラオスの『球体論』、ピタネのアウトリュコスの『運動する球体について』、ダマスコのニコラオスの『植物論』、エメサのネメシオスの『人間本性論』がある。
Shehaby (1970) によれば、イスハークらのギリシアの哲学書・科学書の翻訳については写本の系統整理や校訂本の公刊がまだ（1970年当時）なされておらず、不明な点が多い。イスハークのアリストテレス翻訳に関しては『詭弁論駁論』『弁論術』や『詩学』もあったようであるが詳細は不明である。
『幾何学原論』『オプティカ』『アルマゲスト』の写本はサービト・イブン・クッラによる改訂を受けたものが受け継がれたため、どの部分が改訂を受けたものかは断定できないが、おそらくは数学的な部分に関する記述がサービトによる改訂を受けた部分であるとみられる。

## 後世への影響
『幾何学原論』も『アルマゲスト』も、9世紀にハッジャージュ・イブン・ユースフによりすでに翻訳されている。Brentjes (2007) によれば、イスハーク及びサービトの名前がクレジットされている写本であっても、内容のかなりの部分にハッジャージュが翻訳したものが組み込まれていることが分かった。アッバース朝期の翻訳運動の実態がどのようなものであったかについては措いても、このように複数次にわたって『幾何学原論』と『アルマゲスト』が翻訳されたという事実は、ギリシアの科学に関する文化的遺産に対して、アッバース朝が強い関心を持っており、それらのアラビア語への翻訳に資金援助を惜しまなかったことを示している。
Cooper (2007) によれば、イスハークらの『幾何学原論』と『アルマゲスト』のアラビア語翻訳は、その後のイスラーム世界に計り知れない大きな影響を与えた。『幾何学原論』はたんに幾何学の基礎が学べるというだけではなく、科学理論を体系的かつ演繹的に示すことの模範になった。『アルマゲスト』はのちにイスラーム世界で長きにわたり実践され、批判され、改良されることになった数理天文学の包括的な第一歩になった。
イスハーク・イブン・フナインの翻訳書は以後のイスラーム教圏全域で参照された。『幾何学原論』と『アルマゲスト』は、アブー・アリー・イブン・スィーナー（中央アジア）、ジャービル・イブン・アフラフ（イベリア半島）、ナスィールッディーン・トゥースィー（イラン）といった学者たちに参照されている。12世紀にはイベリア半島のトレドなどでラテン語へも翻訳され（cf. トレド翻訳学派）、ラテン語を学術言語とするヨーロッパ＝キリスト教圏へも影響が及んでいく。